# Robovo (Bosilovo)
Robovo (en macédonien Робово) est un village du sud-est de la Macédoine du Nord, situé dans la municipalité de Bosilovo. Le village comptait 576 habitants en 2002.

## Démographie
Lors du recensement de 2002, le village comptait :
- Macédoniens : 574
- Serbes : 1
- Autres : 1